# Les Parker
Les Parker (The Parkers) est une sitcom américaine en 110 épisodes de 22 minutes créée par Ralph Farquhar, Sara V. Finney et Vida Spears, diffusée entre le 30 août 1999 et le 10 mai 2004 sur le réseau UPN. Elle est une série dérivée de Moesha dans laquelle on suit une mère et sa fille aller à l'université en même temps.
En France, la série a été diffusée en 2000 sur MCM. Néanmoins, elle reste inédite dans les autres pays francophones.

## Synopsis
La sitcom suit les Parkers, une famille composée de la mère, Nicole « Nikki » Parker et de la fille, Kimberly Ann « Kim ».
Kim et Nikki entrent en même temps à l'université de Santa Monica en Californie. Alors que Kim était au départ plutôt réticente à l'idée que sa mère aille à l'université avec elle, elle a finalement accepté la situation, et les deux femmes se sont beaucoup rapprochées. À noter que Nikki avait été obligé d'abandonner ses études parce qu'elle était enceinte de Kim au lycée et a donc du s'en occuper par la suite.

## Distribution
- Countess Vaughn (en) (VF : Magali Berdy) : Kimberly « Kim » Ann Parker
- Mo'Nique (VF : Élisabeth Fargeot) : Nicole « Nikki » Ann West-Parker
- Jenna von Oÿ (VF : Elodie Ben) : Stevie Alison Van Lowe
- Ken Lawson (en) (VF : Vincent Barazzoni) : Tyrell « T » Radcliffe
- Yvette Wilson (en) (VF : Brigitte Virtudes) : Andell Wilkerson
- Dorien Wilson (en) (VF : Marc François) : Professeur Stanley Oglevee
- Mari Morrow (en) : Desiree LittleJohn (épisodes 1 à 11)

 Source et légende : version française (VF) sur RS Doublage et DSD Doublage

## Anecdotes
- La série est le spin-off de la sitcom Moesha[3].
- Tout comme dans Moesha, de nombreux chanteurs et acteurs et autres célébrités ont fait une ou plusieurs apparitions en tant que guest-stars. On peut citer la chanteuse de gospel Shirley Caesar, la rappeuse Lil'Kim, la chanteuse de R'n'B Nivea Hamilton ou le duo Mary Mary.